# Храм Рождества Пресвятой Богородицы в Рыбацком
Церковь Рождества Пресвятой Богородицы — православный храм в Невском районе Санкт-Петербурга, расположенный на левом берегу Невы в жилом районе Рыбацкое, на пересечении Рыбацкого проспекта и Прибрежной улицы.
Земля для постройки храма была освящена 14 октября 2003 года: в этот день был установлен и освящён крест и закладной камень. Храм спроектирован и построен архитектором В. Н. Ловкачёвым по образцу церкви пресвятой Марии Магдалины, расположенной в Германии, в городе Дармштадт.. 28 Июля 2005 года на месте алтарной части будущего храма была поставлена небольшая колоколенка, а введено в эксплуатацию оно было в конце декабря 2016 года.
Высота храма составляет 43,74 м (а от уровня Невы 54,24 м).
По состоянию на март 2023 года при храме действовали детская и взрослая воскресные школы, «Санкт-Петербургский округ витязей», лекторий, киноклуб, а также православная коррекционно-развивающая группа для детей с особыми образовательными потребностями.

## История строительства
В 2002 году, по благословению митрополита Санкт-Петербургского и Ладожского, была зарегистрирована община, поставившая своей целью возрождение Покровской церкви в Рыбацком, закрытой в 1934 году и в следующем году снесённой.
Историческое место церкви осталось под трассой современного Рыбацкого проспекта, поэтому для новой церкви был выделен участок в зелёной зоне на берегу Невы. В 2003 году на месте алтаря будущей церкви был установлен памятный крест, а в 2005 году — поставлена небольшая колоколенка. 4 января 2006 года вблизи исторического места снесённой в 1930-х церкви была освящена небольшая деревянная церковь-часовня в честь Покрова Пресвятой Богородицы. Существовал проект строительства храма во имя Всех Санкт-Петербургских Святых (архитектор Б. П. Богданович) на участке исторической церкви, на пересечении Рыбацкого проспекта и улицы Дмитрия Устинова. Однако с началом строительства в Рыбацком церкви Рождества Пресвятой Богородицы этот проект был заморожен.
Проект будущего храма был выполнен ООО «Архитектурно-проектное бюро „Ловкачев и партнеры“» при участие директора ООО «Архитектурное бюро „Слои“» Бориса Богдановича. В основу был положен проект храма-памятника в немецком городе Дармштадте, созданный Леонтием Николаевичем Бенуа в 1897—1903 годах.
Строительство здания растянулось более чем на 10 лет, так как велось на небольшие пожертвования — у прихода никогда не было единого крупного благотворителя.
В 2014 году приход судился с поставщиком крестов, которые, по мнению верующих, не были доставлены вовремя. Получить кресты тогда удалось при поддержке судебных приставов.
В 2015 году в ещё не до конца завершённом здании стали проходить первые богослужения, а введено в эксплуатацию здание было в конце декабря 2016 года. Тем не менее, уже после этого, в 2017 году, выполнялась позолота куполов.

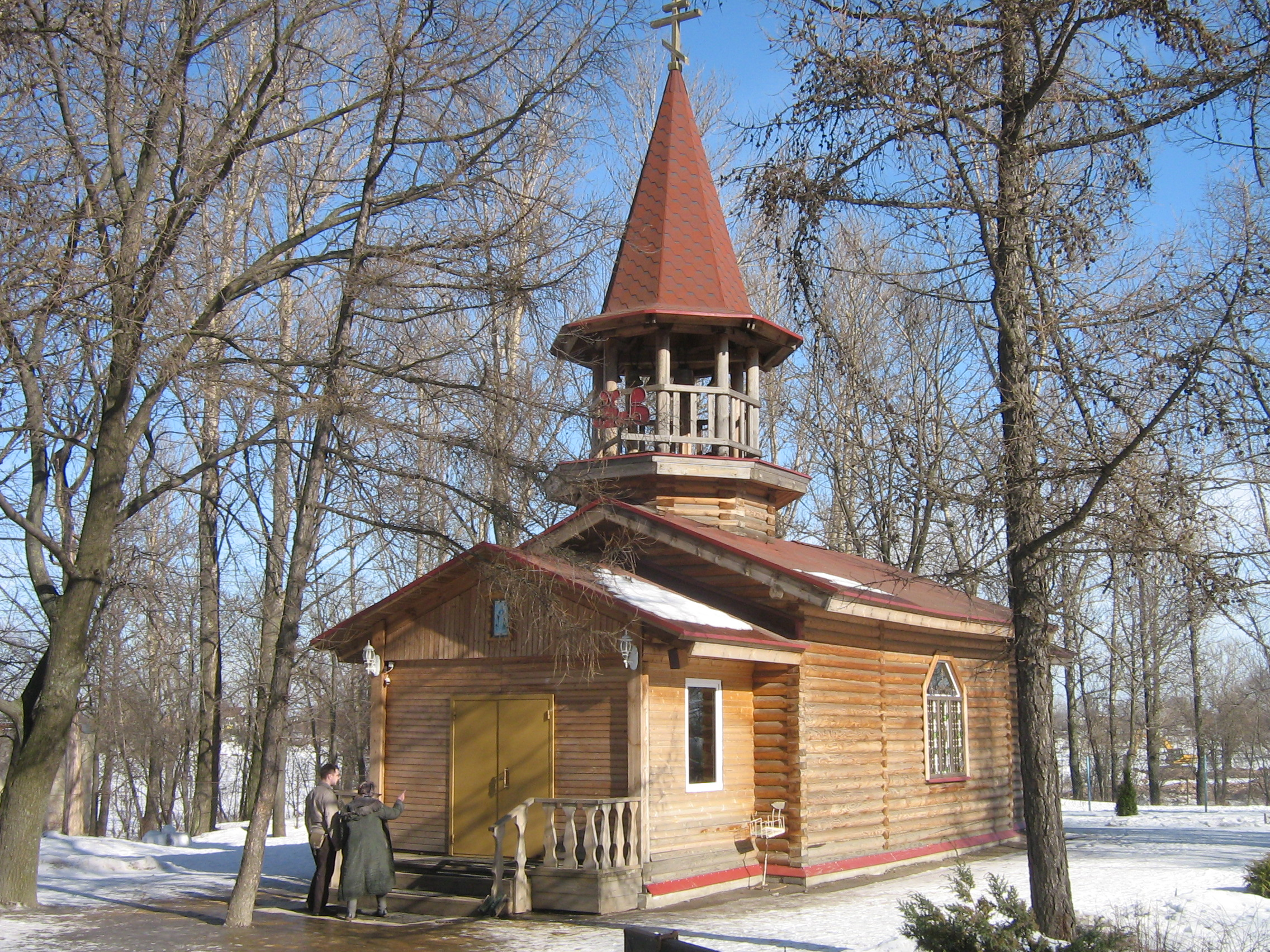
Временная деревянная часовня в честь Покрова Пресвятой Богородицы
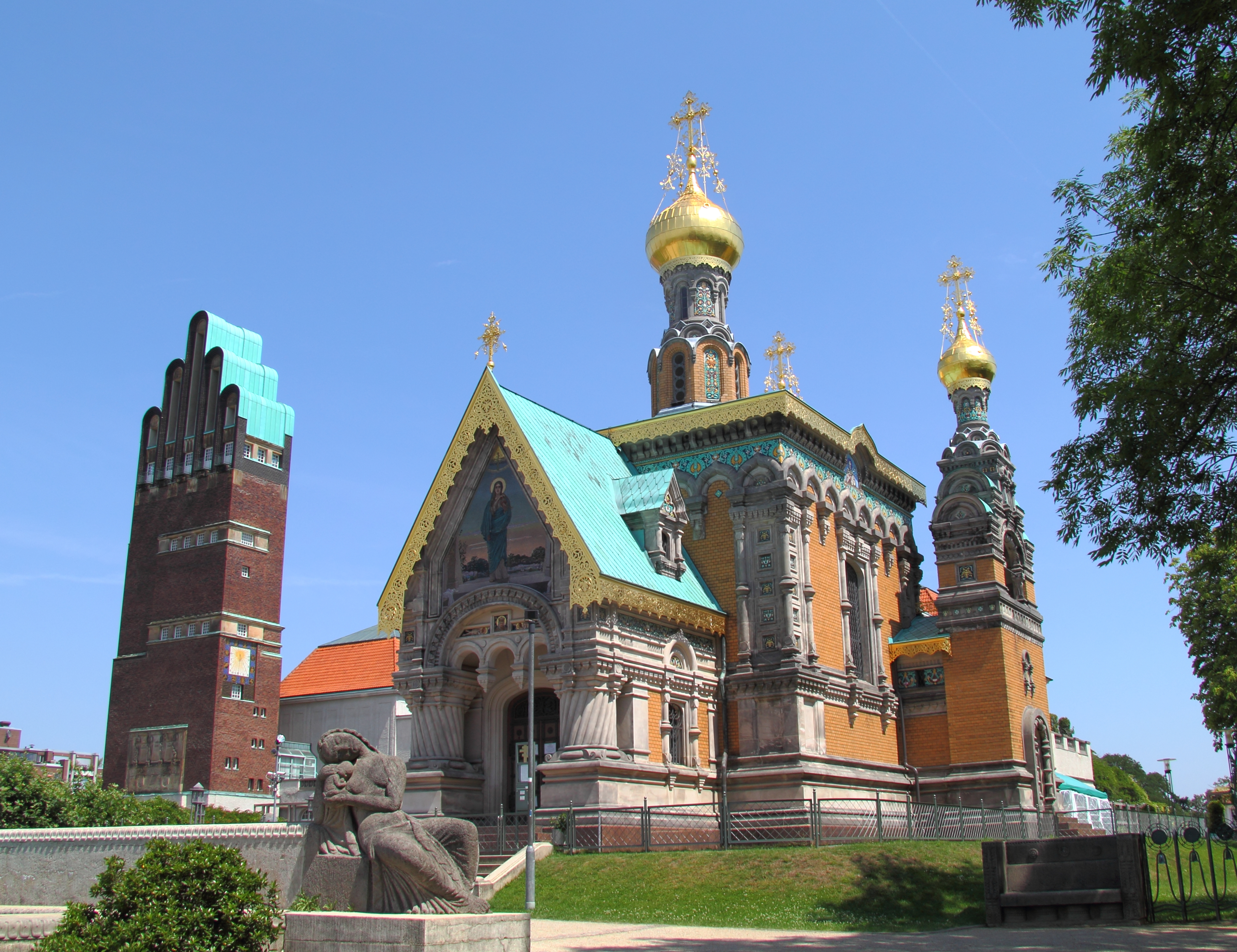
Церковь в Дармштадте, ставшая прототипом. Фото 2014 г.
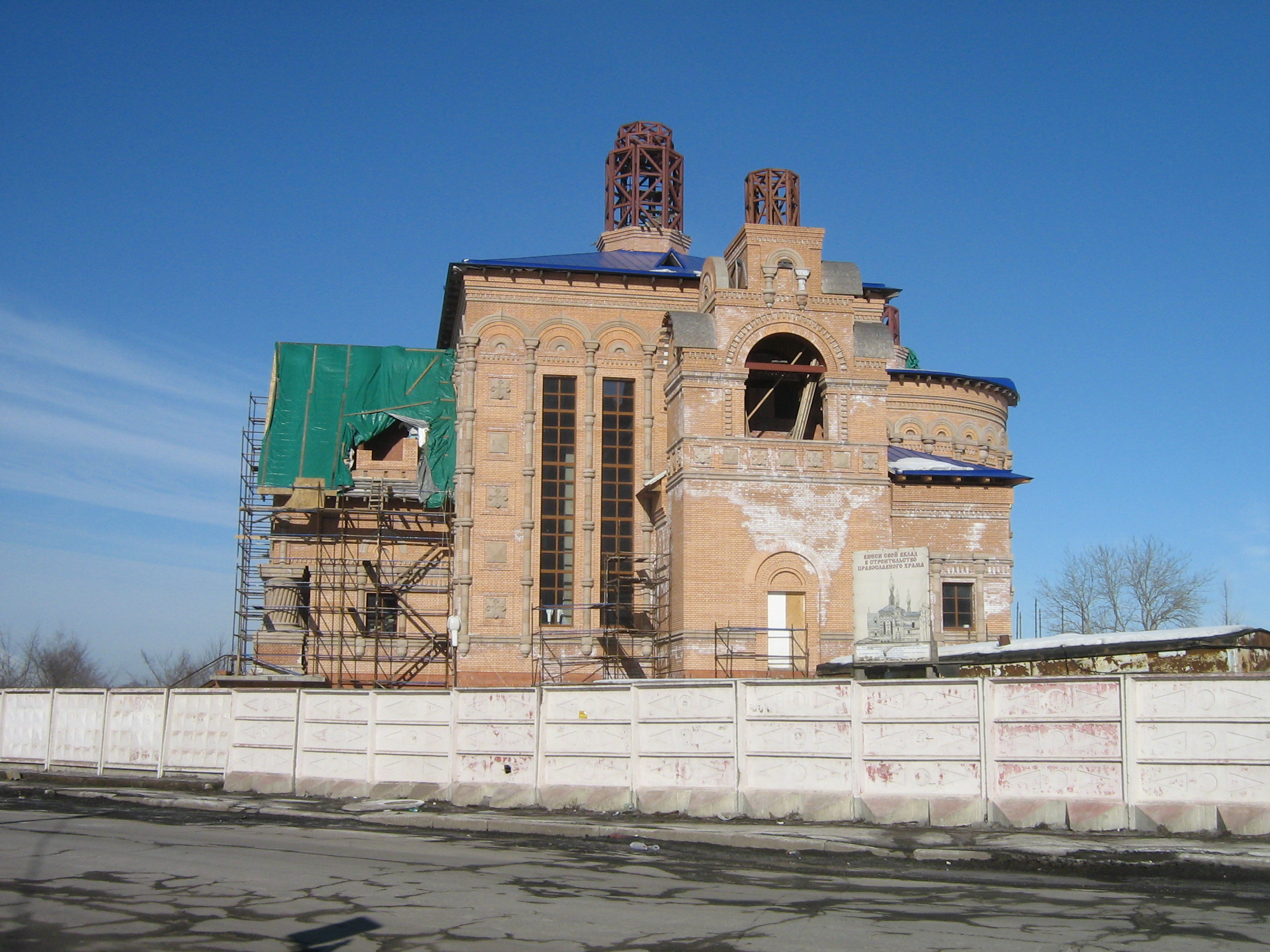
Вид строящейся церкви (2012)
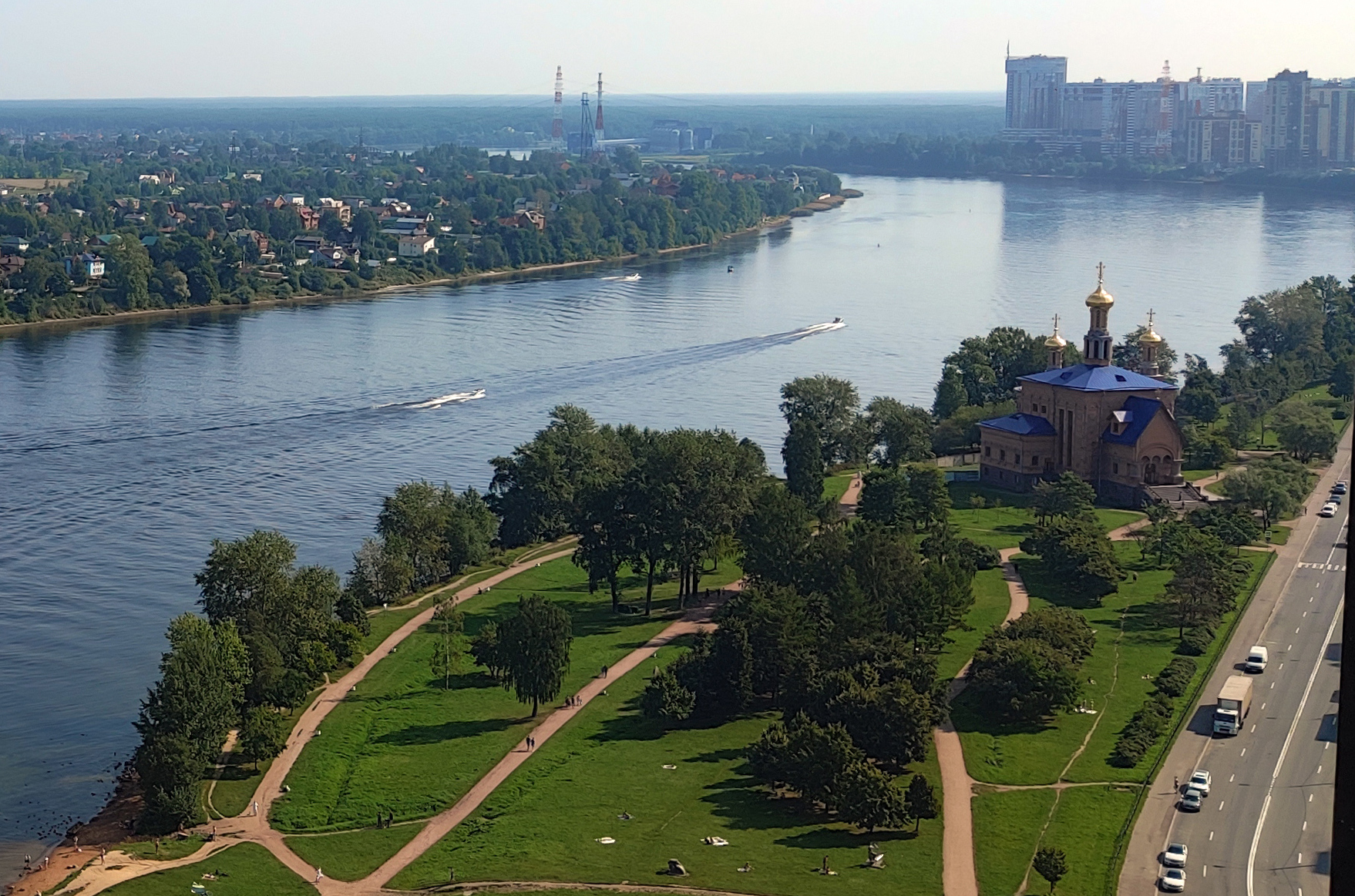
Вид на храм с высоты